# Czeyda-Pommersheim Ferenc
Czeyda-Pommersheim Ferenc Károly, 1916-ig Pommersheim (Újarad, Temes vármegye, 1891. július 8. – Budapest, 1974. szeptember 24.) sebészfőorvos, az orvostudományok kandidátusa (1952). 

## Élete
Czeyda Ferenc altábornagy örökbefogadott, Czeyda Pommersheim János és Stritl Katalin természetes fia. 1909-ben Temesváron tett érettségi vizsgát, majd beiratkozott a Budapesti Tudományegyetemre, ahol 1914-ben orvosi oklevelet szerzett. 1914 októberében a budapesti 1. számú Kórbonctani Intézetben lett gyakornok. Az első világháború idején Sátoraljaújhelyen beosztott sebész, majd hadifogságba került, ahonnan 1919-ben tért vissza Magyarországra, ahol főhadnagy rangban leszerelt. A háború után a III. számú klinika gyakornoka, majd 1923-tól az I. számú klinika tanársegéde volt. 1933-ban az általános sebészeti kórtan magántanára, október 14-én a Szent László kórház sebésze lett. 1924. június 7-én Budapesten, a Terézvárosban házasságot kötött Theisz Janka Auréliával, Theisz Mátyás és Wolf Aranka lányával. Az egyik tanú Verebély Tibor volt. 1938 februárjában a Szent Rókus Kórház sebésze, majd 30 éven át osztályvezető főorvos. 1944-ben egyetemi címzetes rendkívüli tanár, 1952-ben az orvostudományok kandidátusa lett, 1954 és 1958 között pedig a Sebész Szakcsoport elnöke volt. 1968. március 1-jén nyugdíjazták. Élete során több, mint 14 ezer pajzsmirigyműtétet végzett el.
1948-ban a Szent István Akadémia IV. osztályának (mennyiségtan és természettudományok) tagja.

## Művei
- Szövettani adalékok a gyomor sebészi megbetegedéseihez. Budapest, 1931
- Az ostosisok kórtana. Budapest, 1935. (Különnyomat: Orvosképzés)
- A mellékpajzsmirigy kór- és gyógytana és kezelésének mai állása. Budapest, 1938. (Különnyomat: Gyógyászat)
- Az orbánc. Budapest, 1938
- A hyperthyreoidismus mint sebészi kórkép. Budapest, 1939. (Különnyomat: Verebély Emlékkönyv.)
- A jód szerepe a Basedow-kór gyógyításában. Budapest, 1941
- A chemoterapia és a sebészet. Budapest, 1941. (Különnyomat: Gyógyászat)
- A pajzsmirigy túlműködéséről. Budapest, 1943. T.E.